# دریاچه کارگلیگو، نیو ساوت ولز
دریاچه کارگلیگو (به انگلیسی: Lake Cargelligo) یک شهرک در استرالیا است که در نیو ساوت ولز  واقع شده‌است.